# Dwight Henry
Pour les articles homonymes, voir Henry.
Dwight Henry, né le 19 février 1963 à Nashville (Tennessee), est un acteur, boulanger et homme d'affaires américain.
Il est surtout connu pour son rôle de Wink, le père de Hushpuppy, dans le film Les Bêtes du sud sauvage (Beasts of the Southern Wild, 2012). De plus, Henry est le fondateur de la Buttermilk Drop Bakery à la Nouvelle-Orléans, qui devrait s'étendre à d'autres endroits du pays. 

## Biographie et carrière
Né à Nashville, au Tennessee, Dwight Henry déménage à La Nouvelle-Orléans, en Louisiane, quand il encore un jeune enfant. Il fonde la Henry's Bakery and Deli près de chez lui dans le quartier historique de Tremé. La boulangerie a suffisamment de succès pour qu'il envisage d'ouvrir un deuxième emplacement, jusqu'à ce que l'ouragan Katrina modifie ses plans. 
Bien qu'il n'ait eu aucune formation ou expérience professionnelle en tant qu'acteur, les cinéastes de Les Bêtes du sud sauvage (Beasts of the Southern Wild) lui donnent un rôle dans le film, tout en lui permettant d'exploiter sa boulangerie pendant le tournage. Henry obtient des critiques positives pour le film, qui est nommé pour l'Academy Award du meilleur film, mais insiste sur le fait que sa carrière principale est la gestion de sa boulangerie, maintenant appelée Buttermilk Drop Bakery. Il accepte d'ouvrir un deuxième emplacement de son magasin à Harlem dans un avenir proche. 
Il poursuit sa carrière d'acteur et apparait dans Twelve Years a Slave de Steve McQueen (2013). Il incarnera Marvin Gay, père, le père de l'icône de la musique soul tardive Marvin Gaye dans le biopic Sexual Healing.

## Filmographie
| Année | Titre                    | Rôle             | Remarques |
| ----- | ------------------------ | ---------------- | --- |
| 2012  | Les Bêtes du sud sauvage | Wink             | Prix de la Los Angeles Film Critics Association du meilleur acteur de soutien Nommé - Black Reel Award du meilleur acteur dans un second rôle Nommé - Black Reel Award pour la meilleure performance révolutionnaire Nommé - Chicago Film Critics Association Award du meilleur acteur dans un second rôle Nommé - Chicago Film Critics Association Award for Most Promising Performer Nommé - NAACP Image Award du meilleur acteur dans un second rôle Nommé - Online Film Critics Society Award du meilleur acteur dans un second rôle Nommé - Phoenix Film Critics Society Award for Breakthrough Performance |
| 2013  | Twelve Years a Slave     | Uncle Abram      | |
| 2016  | The Birth of a Nation    | Isaac Turner     | |
| 2018  | Warning Shot             | Jawari           | |
| TBA   | Sexual Healing           | Marvin Gay, père | |